# (291) Alice
(291) Alice es un asteroide perteneciente al cinturón de asteroides descubierto en 1890 por Johann Palisa.

## Descubrimiento y denominación
Alice fue descubierto el 25 de abril de 1890 por Johann Palisa desde el observatorio de Viena, Austria, e independientemente la noche siguiente por Auguste Honoré Charlois desde el observatorio de Niza, Francia.
Se desconoce la razón del nombre que fue propuesto por la Sociedad Astronómica de Francia.

## Características orbitales
Alice orbita a una distancia media del Sol de 2,222 ua, pudiendo acercarse hasta 2,017 ua y alejarse hasta 2,427 ua. Su excentricidad es 0,09233 y la inclinación orbital 1,855°. Emplea en completar una órbita alrededor del Sol 1210 días.
Alice forma parte de la familia asteroidal de Flora.

## Características físicas
La magnitud absoluta de Alice es 11,45. Tiene un diámetro de 14,97 km y un periodo de rotación de 4,313 horas. Su albedo se estima en 0,2075.